# 平滑兔唇螺
平滑兔唇螺（学名：Lagocheilus glabratus）为环口螺科兔唇螺属的动物。本物種只見於中国大陆湖南長江畔的岳麓山上，而當地亦是本物種的模式產地:163。生活环境为陆地，常栖息于阴暗潮湿多腐殖质的灌木草丛中以及石块落叶下。